# ستيفن برايت
ستيفن برايت (بالإنجليزية: Stephen Bright)‏ هو محامي وناشط حقوق الإنسان أمريكي، ولد في 1948 في مقاطعة بويل في الولايات المتحدة.